# KING JIM
株式會社KING JIM（日語：株式会社キングジム、英語：KING JIM CO., LTD.）是一家日本的主要生產文具、辦公小物的公司，總部設在東京都千代田區東神田2-10-18，為日本最大的文具生產商之一。資料夾與標籤機「TEPRA」為主要暢銷商品。

## 主要產品
各種資料夾
電子文具
- TEPRA（日語：テプラ）
- POMERA（日語：ポメラ）

衛生用品
- tette

## 據點

### 總部
東京總部 - 東京都千代田區東神田2-10-18

### 分店・營業處
- 名古屋分店
- 大阪分店
- 福岡分店
- 札幌營業處
- 仙台營業處
- 埼玉營業處
- 廣島營業處
- 松戶工廠

### 物流中心
- 東京Logistics Center
- 大阪物流中心
- 福岡物流中心

### 國外據點
- P.T. KING JIM INDONESIA（印尼）
- KING JIM(MALAYSIA) SDN. BHD.（馬來西亞）
- 錦宮（上海）貿易有限公司
- KING JIM(VIETNAM) Co.,Ltd（越南）
- 錦宮（香港）有限公司

## 外部連結
- 株式会社キングジム （页面存档备份，存于）
- KING JIM CO., LTD. （页面存档备份，存于）
- 锦宫（上海）贸易有限公司 （页面存档备份，存于）
- KING JIM(VIETNAM) Co.,Ltd （页面存档备份，存于） （页面存档备份，存于）